# Proscopiidae
Proscopiidae (taquarinhas) compreende uma família de gafanhotos (ordem Ortopthera) conhecida pelo mimetismo de suas espécies representantes, que se assemelham grandemente com gravetos e galhos secos. Devido a esta característica, tais insetos são popularmente chamados de "bicho-pau", assim como os membros de uma outra ordem de insetos, conhecida como Phasmatodea.
Possuem cerca de 80 espécies descritas e são encontrados por toda a América do Sul, vivendo na maioria dos casos em meio à vegetação, tal como o capim, onde o seu poder de camuflagem, naturalmente, é ainda mais eficaz.